# Dividendenderivat
Ein Dividendenderivat ist ein Derivat dessen Wert von der Höhe der Dividendenzahlung einer Aktiengesellschaft abhängt. Dabei gibt es sowohl Optionen als auch Futures auf Dividendenerträge. Der Basiswert eines Dividendenderivats ist die ausgeschüttete Cash-Dividende des jeweiligen Basiswertes bzw. bei einem Index-Derivat die Summe der Cash-Dividenden der jeweiligen Indexwerte. Sonderdividenden werden dabei nicht berücksichtigt. Genauer handelt es sich dabei um die ausgeschütteten Dividenden vor Steuern, also die sogenannten Bruttodividenden.

## Geschichte
Seit Juni 2008 sind Dividendenderivate in Deutschland über die Terminbörse Eurex handelbar. Die Eurex war somit die weltweit erste Börse der Welt die den Handel mit Dividendenderivaten einführte. Im Juli 2010 kletterte das Open interest der Dividendenderivate an der Eurex erstmals über eine Million Kontrakte.